# Prosoplus nigrosignatus
Prosoplus nigrosignatus är en skalbaggsart som beskrevs av Stefan von Breuning 1950. Prosoplus nigrosignatus ingår i släktet Prosoplus och familjen långhorningar. Inga underarter finns listade i Catalogue of Life.